# Remanensrelæ
Et remanensrelæ er et relæ der ind og udkobles med korte spændings impulser

## Virkemåde
Indkobling sker ved at spolen påtrykkes en kort jævnstrøms puls, relæet bliver i stillingen efter spændingen er fjernet, da remanensen (restmagnetismen) i spolens kerne er nok til at holde kontaktsættet lukket.
Udkobling sker ved at spolen påtrykkes en kort vekselstrøms puls, som afmagnetisere kernen og relæet udkobles.

## Anvendelse
Et remanensrelæ udkobler ikke ved spændingssvigt, og kan derfor bruges til hukommelse i relæstyringer.